# ボディ・エンジェルス/パット・モリタVSプレイメイツ
『ボディ・エンジェルス/パット・モリタVSプレイメイツ』（原題：Do or Die）は、1991年公開のアメリカ合衆国のアクション映画。
シンシア・ブリムホールやパット・モリタ、エリック・エストラーダが出演し、監督・脚本・製作の三役をアンディ・シダリスが担当した。
トリプルBシリーズの第6弾である。

## あらすじ
連邦捜査官のドナとニコールは、やくざのボスから送り込まれる刺客たちを相手に各地で転戦を繰り広げた。

## キャスト
- Masakana 'Kane' Kaneshiro - パット・モリタ

ヤクザのボス
- Richard 'Rico' Estevez - エリック・エストラーダ

南米の武器商人。ハワイを拠点に一大武器密輸シンジケートを築こうと企む。
- ドナ・ハミルトン - ドナ・スピア

L.E.A.T.H.A.L. 所属の連邦捜査官
- ニコル・ジャスティン - ロバータ・ヴァスケス

L.E.A.T.H.A.L. 所属の連邦捜査官
- ブルース・クリスチャン - ブルース・ペンホール（英語版）

L.E.A.T.H.A.L. 所属の連邦捜査官
- エディ・スターク - シンシア・ブリムホール

L.E.A.T.H.A.L. 所属の連邦捜査官
- ルーカス - William Bumiller
- Shane Abilene - Michael J. Shane (Michael Jay Shane名義)
- Atlanta Lee - パンドラ・ピークス (Stephanie Schick名義)
- シルク - Carolyn Liu
- エベルト - リチャード・カンシーノ
- Bodreaux - Chu Chu Malave
- Ava - エヴァ・カデル（英語版）
- スキップ - Skip Ward
- Lew - James Lew
- Chen - Eric Chen
- Duke - Paul Hospodar
- Woody - H.D. Wood
- スペンサー - Christian Drew Sidaris (Drew Sidaris名義)
- Dudley - Rodd Saunders
- Fiddle player - Bill Allen
- Washboard - Louis Ballis
- Accordionist - Tony Bucci
- Big Pines Waitress - Bonnie McFarland
- Big Pines Diner - Betty Williams
- Big Pines Diner - George Williams
- Cat - Trigger